# Shpresa
Shpresa – albański film fabularny z roku 1988 w reżyserii Eduarda Makriego.

## Opis fabuły
Nieszczęśliwa miłość Shpresy kończy się rozstaniem i przerwaniem ciąży. Brak zaufania do mężczyzn powoduje, że przez dłuższy czas Shpresa pozostaje sama. Jej nastawienie zmienia się wtedy, kiedy poznaje młodego inżyniera Piro. Od tego momentu największym problemem jest przekonanie do siebie rodziny Piro.
Film był realizowany w Durrës.

## Obsada
- Matilda Makoçi jako Shpresa
- Eduard Makri jako inżynier Piro
- Drita Pelingu jako matka Piro
- Qenan Toro jako ojciec Piro
- Myzafer Ziflaj jako Hamit
- Albana Mici jako siostra
- Pandi Siku jako Niko
- Margarita Makri jako Tefta
- Mina Koxhaku jako Vasili
- Jetmira Dusha jako Drita, żona Vasila
- Lisenko Malaj
- Shpresa Miluka